# Comuna Ulricehamn
Ulricehamn (Ulricehamns kommun) este o comună din comitatul Västra Götalands län, Suedia, cu o populație de 23.211 locuitori (2013).

## Geografie

### Zone urbane
Lista celor mai mari zone urbane din comună (anul 2015) conform Biroului Central de Statistică al Suediei:
| Nr | Zona urbană | Pop.   |
| -- | ----------- | ------ |
| 1  | Ulricehamn  | 10.629 |
| 2  | Timmele     | 788    |
| 3  | Dalum       | 651    |
| 4  | Hökerum     | 642    |
| 5  | Vegby       | 575    |
| 6  | Blidsberg   | 540    |
| 7  | Gällstad    | 536    |
| 8  | Marbäck     | 475    |
| 9  | Nitta       | 360    |
| 10 | Rånnaväg    | 330    |

## Demografie
| \| Evoluția demografică în comuna Ulricehamn, 1970–2015 \| Evoluția demografică în comuna Ulricehamn, 1970–2015 \| Evoluția demografică în comuna Ulricehamn, 1970–2015 \| Evoluția demografică în comuna Ulricehamn, 1970–2015 \| Evoluția demografică în comuna Ulricehamn, 1970–2015 \| \| ----------------------------------------------------------------------------------------------------- \| ---------------------------------------------------- \| ---------------------------------------------------- \| ---------------------------------------------------- \| ---------------------------------------------------- \| \| An \| \| \| Locuitori \| \| \| 1970 \| 1970 \| \| 21264 \| 21264 \| \| 1975 \| 1975 \| \| 21451 \| 21451 \| \| 1980 \| 1980 \| \| 21970 \| 21970 \| \| 1985 \| 1985 \| \| 22086 \| 22086 \| \| 1990 \| 1990 \| \| 22738 \| 22738 \| \| 1995 \| 1995 \| \| 22793 \| 22793 \| \| 2000 \| 2000 \| \| 22284 \| 22284 \| \| 2005 \| 2005 \| \| 22381 \| 22381 \| \| 2010 \| 2010 \| \| 22838 \| 22838 \| \| 2015 \| 2015 \| \| 23494 \| 23494 \| \| Sursa: SCB - Statistika Centralbyrån, Folkmängd efter region, civilstånd, ålder och kön. År 1968–2016 \| \| \| \| \| |      |  |           |       |
| Evoluția demografică în comuna Ulricehamn, 1970–2015 |      |  |           |       |
| An |      |  | Locuitori |       |
| 1970 | 1970 |  | 21264     | 21264 |
| 1975 | 1975 |  | 21451     | 21451 |
| 1980 | 1980 |  | 21970     | 21970 |
| 1985 | 1985 |  | 22086     | 22086 |
| 1990 | 1990 |  | 22738     | 22738 |
| 1995 | 1995 |  | 22793     | 22793 |
| 2000 | 2000 |  | 22284     | 22284 |
| 2005 | 2005 |  | 22381     | 22381 |
| 2010 | 2010 |  | 22838     | 22838 |
| 2015 | 2015 |  | 23494     | 23494 |
| Sursa: SCB - Statistika Centralbyrån, Folkmängd efter region, civilstånd, ålder och kön. År 1968–2016 |      |  |           |       |